# Dokumentarkompagniet
Dokumentarkompagniet er et produktionsselskab med base i Aarhus og omkring 30 medarbejdere. De producerer TV-dokumentarer og faktaserier, der blandt andet er blevet vist på TV2.
Dokumentarkompagniet består af tre redaktioner: Dokumentar, Reportage og Fakta. Dokumentarredaktionen behandler kritisable samfundsforhold og personlige skæbnehistorier, mens Faktaredaktionen er en nyoprettet afdeling af Dokumentarkompagniet, der fokuserer på at lave formaterede reportageserier, der giver indblik i alle slags mennesker og miljøer.

## Priser
Dokumentarkompagniet vandt i 2016 Foreningen for Undersøgende Journalistiks hovedpris, FUJ's Graverpris, for dokumentaren Moskeerne bag sløret. Dokumentaren var også nomineret til Cavlingprisen 2016.
I 2018 vandt Dokumentarkompagniet FUJ's Metodepris for dokumentaren Drabet uden lig. Dokumentaren var desuden nomineret til TV Prisen 2019 ved Copenhagen TV Festival.

## Dokumentarprogrammer

### Daginstitutioner bag facaden
Denne dagsordensættende dokumentar undersøger kritiske forhold i en række københavnske institutioner. Kilder beretter om alvorlige problemer. Tilsynsrapporter, som offentligheden ikke kender, fortæller om 22 institutioner med røde anmærkninger.
Skjulte optagelser dokumenterer forhold, som eksperter betegner som offentligt omsorgssvigt. Kommunen erkender, at forhold ikke er acceptable for børnene.
Dokumentaren blev vist på TV2 den 28. maj 2019 og blev set af mere end 800.000 seere.

### Jeg stammer
Dokumentaren handler om Peter Nielsen og Matias Rasmussen, der begge kæmper med at stamme. Dokumentaren blev vist på TV2 28. februar 2019. I dokumentaren møder man blandt andet også ambassadører fra Stammeforeningen i Danmark 

### Havfruer på dybt vand
En dokumentarserie i 5 afsnit, som blev sendt første gang på TV 2 d.11. februar. Dokumentaren følger fem kvinder, som har vandskræk og får til opgave at overvinde deres angst.

### Guds bedste børn
Er en dokumentarserie i tre afsnit, som blev sendt på TV2 fra d. 2. til 16. januar 2019. Serien giver et indblik i radikale kristne miljøer i Danmark, hvor børn og voksne bliver udsat for dæmonuddrivelser. Dokumentaren undersøger, hvordan prædikanter har seksuelle forhold til deres følgere, får psykisk syge til at stoppe med at tage medicin og helbredelser ikke altid går godt. Programmet behandlede blandt andet Christian Hedegaard, Moses Hansen, Ruth Eversen og Torben Søndergaard.
Programmet forårsagede både fagfolk og folketingspolitikere til at reagere med kritik af forkyndernes metoder. Og én af forkynderne i dokumentaren, Torben Søndergaard, oplevede et kald fra Gud til at flytte til USA, og folkene involveret i Faderhuset satte huse til salg og rykket deres aktiviteter til udlandet.

### Hvor er politiet?
En dokumentarserie i to afsnit, der blev sendt på TV2 d. 19. og 22. november.  Dokumentaren viser, hvordan butikstyve kunne slippe afsted med at stjæle store mængder varer fra danske dagligvarebutikker uden at politiet greb ind. Man ser, hvordan personer i fuld offentlighed bærer varer ud af forretninger uden at betale, men anmeldelserne bliver ikke behandlet, hvilket flere politibetjente bevidner.
Efter programmet krævede flere politikere, at der blev reageret, og justitsminister Søren Pape fremlagde 7 nye initiativer, der skulle dæmme op for tyveriet.

### De sindssygt farlige
En dokumentarserie på tre afsnit, der blev vist på TV2 fra 10. september 2018. Dokumentaren er optaget på fra Retspsykiatrisk afdeling i Risskov og følger 5 retspsykiatriske patienters igennem 6 måneder og deres vej tilbage til livet uden for institutionen. En person er den 27-årige Joakim, der fem år tidligere havde slået han sin egen mor ihjel i en psykose.